# Liste des routes d'État au Rhode Island
Les routes d'État au Rhode Island sont entretenues par le Rhode Island Department of Transportation (RIDOT). 

## Liste des routes d'État
| Numéro     | Longueur (mi) | Longueur (km) | Terminus sud / ouest                                        | Terminus nord / est                                             | Créée | Notes                                                                                   |
| ---------- | ------------- | ------------- | ----------------------------------------------------------- | --------------------------------------------------------------- | ----- | --------------------------------------------------------------------------------------- |
| Route 1A   | 38,30         | 61,60         | US 1 à Westerly                                             | US 1 à North Kingstown                                          | 1934  |                                                                                         |
| Route 2    | 33,60         | 54,10         | US 1 / Route 112 à Charlestown                              | US 1 à Providence                                               | 1934  |                                                                                         |
| Route 3    | 30,10         | 48,40         | US 1 à Westerly                                             | Route 2 à Warwick                                               | 1935  |                                                                                         |
| Route 4    | 10,40         | 16,70         | US 1 à North Kingstown                                      | I-95 à Warwick                                                  | 1965  |                                                                                         |
| Route 5    | 25,70         | 41,40         | US 1 / Route 117 à Warwick                                  | Central Street à la frontière du Massachusetts à Slatersville   | 1934  |                                                                                         |
| Route 7    | 15,70         | 25,30         | Route 246 à Providence                                      | Joslin Road à Burrillville                                      | 1934  |                                                                                         |
| Route 10   | 5,00          | 8,00          | Route 12 à Providence                                       | I-95 / US 6 à Providence                                        | 1966  |                                                                                         |
| Route 12   | 17,00         | 27,40         | Route 14 / Route 102 à Scituate                             | Broad Street à Cranston                                         | 1932  |                                                                                         |
| Route 14   | 23,10         | 37,20         | Route 14 à la frontière du Connecticut près de Sterling, CT | US 6 à Providence                                               | 1932  |                                                                                         |
| Route 15   | 8,30          | 13,40         | US 44 à North Providence                                    | Route 15 à la frontière du Massachusetts à Pawtucket            | 1964  |                                                                                         |
| Route 24   | 7,70          | 12,40         | Route 114 à Portsmouth                                      | Route 24 à la frontière du Massachusetts à Tiverton             | 1966  |                                                                                         |
| Route 33   | 6,80          | 10,90         | Route 3 à Coventry                                          | Route 2 à Cranston                                              | 1957  |                                                                                         |
| Route 37   | 3,50          | 5.6           | Natick Avenue à Cranston                                    | US 1 à Warwick                                                  | 1963  |                                                                                         |
| Route 51   | 5,40          | 8,70          | Route 115 à West Warwick                                    | Route 12 à Cranston                                             | 1979  |                                                                                         |
| Route 77   | 14,30         | 23,00         | Rhode Island Road à Little Compton                          | Route 138 à Tiverton                                            | 1964  |                                                                                         |
| Route 78   | 4,20          | 6,80          | Route 78 à Stonington                                       | US 1 à Westerly                                                 | 1979  |                                                                                         |
| Route 81   | 8,00          | 12,90         | Route 179 à Little Compton                                  | Route 81 à la frontière du Massachusetts à Tiverton             | 1981  |                                                                                         |
| Route 91   | 12,00         | 19,30         | Route 3 à Westerly                                          | Route 112 à Carolina                                            | 1962  |                                                                                         |
| Route 94   | 12,70         | 20,40         | Route 14 / Route 102 à Foster                               | US 44 à Chepachet                                               | 1952  |                                                                                         |
| Route 96   | 3,80          | 6,10          | Route 98 à Burrillville                                     | Route 96 à la frontière du Massachusetts à Burrillville         | 1938  |                                                                                         |
| Route 98   | 6,10          | 9,80          | Route 100 à Chepachet                                       | Route 98 à la frontière du Massachusetts à Burrillville         | 1938  |                                                                                         |
| Route 99   | 2,90          | 4,70          | Route 146 à Lincoln                                         | Route 122 à Woonsocket                                          | 1993  |                                                                                         |
| Route 100  | 9,30          | 15,00         | Route 102 à Glocester                                       | Wallum Lake Road à la frontière du Massachusetts à Burrillville | 1939  |                                                                                         |
| Route 101  | 9,70          | 15,60         | Route 101 à la frontière du Connecticut à Foster            | US 6 à Scituate                                                 | 1935  |                                                                                         |
| Route 102  | 44,40         | 71,50         | Route 1A à North Kingstown                                  | Route 5 / Route 146A à Slatersville                             | 1923  |                                                                                         |
| Route 103  | 11,80         | 19,00         | I-195 à East Providence                                     | Route 103 à la frontière du Massachusetts à Warren              | 1923  |                                                                                         |
| Route 103A | 2,00          | 3,20          | Route 103 à Riverside                                       | Route 103 à Barrington                                          | 1982  |                                                                                         |
| Route 104  | 13,40         | 21,60         | US 44 à North Providence                                    | Worrall Street à Woonsocket                                     | 1923  |                                                                                         |
| Route 107  | 3,90          | 6,30          | Route 100 à Pascoag                                         | Route 102 à Burrillville                                        | 1934  |                                                                                         |
| Route 108  | 8,60          | 13,80         | Ocean Road à Point Judith                                   | Route 138 à Kingston                                            | 1934  |                                                                                         |
| Route 110  | 6,10          | 9,80          | US 1 à South Kingstown                                      | Route 138 à West Kingston                                       | 1969  |                                                                                         |
| Route 112  | 8,50          | 13,70         | US 1 à Charlestown                                          | Route 138 à Richmond                                            | 1923  |                                                                                         |
| Route 113  | 3,40          | 5,50          | Route 2 à Warwick                                           | Route 117 à Warwick                                             | 1969  |                                                                                         |
| Route 114  | 45,70         | 73,50         | Route 138 à Middletown                                      | Route 122 à Woonsocket                                          | 1923  |                                                                                         |
| Route 114A | 0,40          | 0,64          | Route 114 à East Providence                                 | US 1A / Route 114 à East Providence                             | 1960  | La plupart de la route se trouve à Seekonk, MA et est désignée Massachusetts Route 114A |
| Route 115  | 6,40          | 10,30         | Route 116 à Hope                                            | Route 117 à Warwick                                             | 1956  |                                                                                         |
| Route 116  | 25,10         | 40,40         | Route 33 / Route 117 à Coventry                             | Route 114 à Cumberland                                          | 1923  |                                                                                         |
| Route 117  | 28,40         | 45,70         | Route 14 à Coventry                                         | US 1A à Cranston                                                | 1922  |                                                                                         |
| Route 117A | 2,30          | 3,70          | Route 117 à Warwick                                         | Route 117 à Warwick                                             | 1980  |                                                                                         |
| Route 118  | 5,50          | 8,90          | Route 102 à Coventry                                        | Route 3 à Coventry                                              | 2000  |                                                                                         |
| Route 120  | 4,30          | 6,90          | Route 122 à Cumberland                                      | Route 120 à la frontière du Massachusetts à Cumberland          | 1968  |                                                                                         |
| Route 121  | 1,00          | 1,60          | Route 114 à Cumberland                                      | Route 121 à Wrentham                                            | 1963  |                                                                                         |
| Route 122  | 14,20         | 22,90         | US 1 à Pawtucket                                            | Route 122 à la frontière du Massachusetts à Woonsocket          | 1934  |                                                                                         |
| Route 123  | 7,80          | 12,60         | Route 116 à Lincoln                                         | Route 123 à la frontière du Massachusetts à Cumberland          | 1923  |                                                                                         |
| Route 126  | 14,30         | 23,           | US 1 à Providence                                           | Route 126 à la frontière du Massachusetts à Woonsocket          | 1962  |                                                                                         |
| Route 128  | 3,10          | 5,00          | US 6A à Providence                                          | US 44 à Johnston                                                | 1923  |                                                                                         |
| Route 136  | 7,40          | 11,90         | Route 114 à Bristol                                         | Route 136 à la frontière du Massachusetts à Warren              | 1956  |                                                                                         |
| Route 138  | 48,30         | 77,70         | Route 138 à la frontière du Connecticut près de Hope Valley | Route 138 à la frontière du Massachusetts à Tiverton            | 1920  |                                                                                         |
| Route 138A | 4,10          | 6,60          | Route 238 à Newport                                         | Route 138 à Middletown                                          | 1967  |                                                                                         |
| Route 146  | 16,20         | 26,10         | I-95 à Providence                                           | Route 146 à la frontière du Massachusetts à North Smithfield    | 1920  |                                                                                         |
| Route 146A | 5,90          | 9,50          | Route 146 à North Smithfield                                | Route 146A à la frontière du Massachusetts à North Smithfield   | 1985  |                                                                                         |
| Route 152  | 0,50          | 0,80          | US 1A / Route 114 à East Providence                         | Route 152 à la frontière du Massachusetts à East Providence     | 1956  |                                                                                         |
| Route 165  | 7,10          | 11,40         | Route 165 à la frontière du Connecticut près de Hope Valley | Route 3 à Exeter                                                | 1932  |                                                                                         |
| Route 177  | 3,50          | 5,60          | Route 77 à Tiverton                                         | Route 177 à la frontière du Massachusetts à Tiverton            | 1923  |                                                                                         |
| Route 179  | 3,50          | 5,60          | Route 77 à Tiverton                                         | Route 81 à Little Compton                                       | 1962  |                                                                                         |
| Route 214  | 2,20          | 3,50          | Route 138A à Middletown                                     | Route 114 à Middletown                                          | 1967  |                                                                                         |
| Route 216  | 8,10          | 13,00         | US 1 à Charlestown                                          | Route 165 à la frontière du Connecticut à Hopkinton             | 1934  |                                                                                         |
| Route 238  | 1,40          | 2,30          | Route 138A à Newport                                        | Route 138 à Newport                                             | 1956  |                                                                                         |
| Route 246  | 8,00          | 12,90         | US 1 à Providence                                           | Route 116 à Lincoln                                             | 1984  |                                                                                         |
| Route 401  | 2,50          | 4,00          | Route 2 à East Greenwich                                    | US 1 à East Greenwich                                           | 1956  |                                                                                         |
| Route 402  | 1,20          | 1,90          | Route 2 à East Greenwich                                    | US 1 à North Kingstown                                          | 1998  |                                                                                         |
| Route 403  | 4,50          | 7,20          | Route 4 à East Greenwich                                    | Commerce Park Way à North Kingstown                             | 2009  |                                                                                         |
|            |               |               |                                                             |                                                                 |       |                                                                                         |